# Premios Ondas

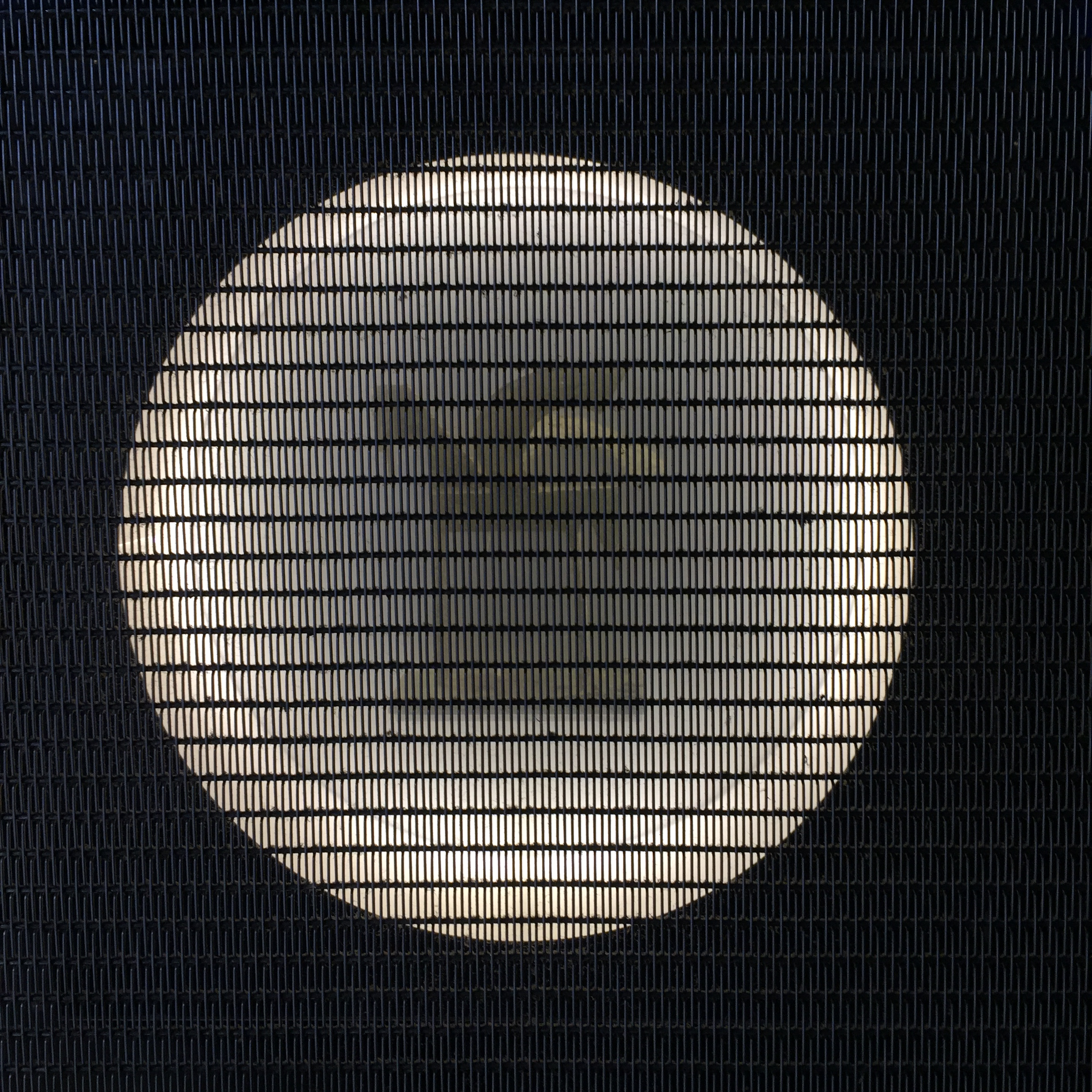
Logo, das die seit 1992 vergeben Trophäe „Pegasus“ zeigt. Sie ist die sechste Trophäe in der Geschichte der Premios Ondas.

Die Premios Ondas (spanisch für Wellen-Preise; international als Ondas Awards oder The Ondas bekannt) sind eine spanische Auszeichnung für nationale Leistungen, seit 1956 auch für internationale Leistungen in den Bereichen Radio, Fernsehen (seit 1957), Film (seit 1991) und Musik (seit 1993).
Sie werden auf Initiative des damaligen Direktors von Radio Barcelona, einer Rundfunkanstalt von Cadena SER, Ramón Barbat, seit 1954 jährlich verliehen. Sie waren die ersten Radio- und Fernsehpreise, die in Spanien vergeben wurden und genießen ein hohes Ansehen.
Im Jahr 2018 wurden 23 Auszeichnungen verliehen. Insgesamt wurden mehr als 1500 Premios Ondas an Preisträger aus 57 Ländern inklusive Spanien vergeben. Dazu gehören auch heute nicht mehr existierende Staaten wie Rhodesien, die Sowjetunion oder die Tschechoslowakei.

## Preisträger (Auswahl)
Cher, Coldplay, Eric Clapton, Gloria Estefan, Joaquín Sabina, Ketama, Luz Casal, Mecano, Miguel Bosé, Phil Collins, Prince, R.E.M., Red Hot Chili Peppers, Ricky Martin, Roger Moore, Werner Rings, Spice Girls, Sting, The Corrs, U2,